# Różyny (przystanek kolejowy)
Różyny – przystanek kolejowy w Różynach, w województwie pomorskim, w Polsce. Przed 1938 była to stacja kolejowa.

## Ruch pasażerski[1]
| Rok  | Wymiana pasażerska na dobę |
| ---- | -------------------------- |
| 2017 | 50-99                      |
| 2018 | 50-99                      |
| 2019 | 150-199                    |
| 2020 | 100-149                    |
| 2021 | 150-199                    |
| 2022 | 200-299                    |
| 2023 | 300-499                    |

Od 11 grudnia 2016 pociągi trójmiejskiej SKM przestały kursować na odcinku Tczew - Gdańsk Główny.

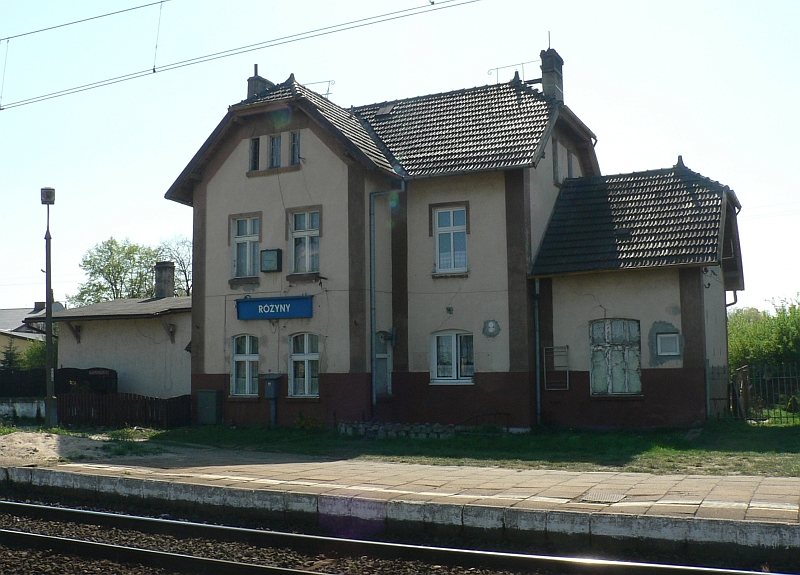
Dworzec na przystanku Różyny

## Wypadki kolejowe
22 listopada 1966 o godz. 5:55 w Różynach doszło do wypadku, w wyniku którego rozpędzony pociąg osobowy jadący z Gdańska do Olsztyna zderzył się z pociągiem towarowym, który stojąc na bocznym torze pomimo sygnału "stój" ruszył spod semafora. W efekcie pociąg towarowy został zepchnięty na pobocze torowiska, a wagony pociągu osobowego wywróciły się i zatarasowały dwie nitki torów. Pierwsze karetki pogotowia z Tczewa na miejsce przyjechały już po kilku minutach, kolejne dotarły niebawem z Pruszcza Gdańskiego i Gdańska. Po pięciu godzinach pracy ekip ratunkowych pod zwałami węgla odnaleziono nieżyjącego 27-letniego pomocnika maszynisty pociągu towarowego. W akcji ratunkowej wzięło udział 21 jednostek służb ratunkowych.

## Połączenia
- Gdańsk
- Tczew